# 西安美术馆
西安美术馆是一座位于中华人民共和国陕西省西安市曲江新区的现代化美术馆。

## 历史
于2009年9月正式开馆，采用国有民营经营体制。

## 部门
西安美术馆下设五个部门：
- 策展部
- 公共教育部
- 展览部
- 宣传部
- 经营部

## 设施
西安美术馆占地面积1.7万平方米，拥有现代化多功能空间，包括大型展厅、小型展厅、多功能报告厅等主要学术展示空间，和艺术衍生品店、艺术书吧、咖啡厅、艺术家工作坊等配套服务设施。

### 一号展厅
一号展厅是西安美术馆面积最大的展厅，面积3000余平方米，整体为白色色调。展厅分有A、B、C、D四个区，高度分别为3米高、5米高、6米高、10米高。一号每一个阳角处都采用圆弧处理，使空间光线更平和。

### 二号展厅
二号展厅位于美术馆二楼，展墙高4米，面积260平方米。

### 报告厅
多功能学术报告厅位于美术馆二楼西南角，总面积450平方米，座位318个。曾用作陈丹青讲座等活动。